# Lore City (Ohio)
Lore City es una villa ubicada en el condado de Guernsey en el estado estadounidense de Ohio. En el Censo de 2010 tenía una población de 325 habitantes y una densidad poblacional de 382,57 personas por km².

## Geografía
Lore City se encuentra ubicada en las coordenadas 39°59′00″N 81°27′36″O / 39.98333, -81.46000. Según la Oficina del Censo de los Estados Unidos, Lore City tiene una superficie total de 0.85 km², de la cual 0.85 km² corresponden a tierra firme y (0%) 0 km² es agua.

## Demografía
Según el censo de 2010, había 325 personas residiendo en Lore City. La densidad de población era de 382,57 hab./km². De los 325 habitantes, Lore City estaba compuesto por el 95.69% blancos, el 0.62% eran afroamericanos, el 0.31% eran amerindios, el 0% eran asiáticos, el 0% eran isleños del Pacífico, el 0.92% eran de otras razas y el 2.46% pertenecían a dos o más razas. Del total de la población el 2.46% eran hispanos o latinos de cualquier raza.